# 김종선 (연출가)
김종선(1956년 ~ )은 KBS 드라마본부의 프로듀서이다. 

## 경력
- KBS 드라마본부 프로듀서